# Wang Zisai
Wang Zisai (chinesisch 王梓賽 / 王梓赛, Pinyin Wáng Zǐsài; * 18. Juni 2006 in Jiangsu) ist ein chinesischer Trampolinturner.

## Erfolge
Wang Zisai vertrat China erstmals international bei den 2023 ausgetragenen Asienspielen 2022 in Hangzhou. Er erreichte das Finale, schloss dieses aufgrund eines Fehlers in der Ausführung seiner Übung aber auf dem achten und damit letzten Platz ab. Im selben Jahr wurde er in Birmingham im Einzel Vizeweltmeister. Hinter seinem Landsmann Yan Langyu und vor dem Japaner Ryūsei Nishioka belegte er den zweiten Platz. Darüber hinaus gelangen ihm bei Weltcups im Einzel in den Jahren 2023 und 2024 jeweils drei erste und zweite Plätze, wodurch er sich für die Olympischen Spiele 2024 in Paris qualifizierte.
Bei den Spielen selbst belegte er in der Qualifikation mit 62,230 Punkten den zweiten Platz hinter Iwan Litwinowitsch, der auf 63,420 Punkte kam. Den Finaldurchgang schloss er mit 61,890 Punkten ebenfalls auf dem zweiten Platz ab. Erneut war nur Iwan Litwinowitsch mit 63,090 Punkten noch besser und gewann die Goldmedaille, während Wang vor dem mit 60,950 Punkten drittplatzierten Yan Langyu die Silbermedaille erhielt.